# Naturschutzgebiet Herveler Bachtal (Meinerzhagen)
Das Naturschutzgebiet Herveler Bachtal mit einer Größe von 4,1 ha liegt am Nordrand der Stadt Meinerzhagen. Das Naturschutzgebiet (NSG) wurde 2001 vom Märkischen Kreis mit dem Landschaftsplan Nr. 6 Meinerzhagen ausgewiesen. Der Nordrand des NSG grenzt an die Gemeinde Herscheid und das dortige gleichnamige Naturschutzgebiet Herveler Bachtal (Herscheid) mit einer Größe von 1,8 ha. Am Nordrand bildet teilweise die Landstraße 696 die NSG-Grenze.

## Gebietsbeschreibung
Bei NSG handelt es sich um das Herveler Bachtal mit dem Herveler Bach, einem Zufluss der Verse, und zum Teil brachgefallenen Nass- und Feuchtgrünlandbereichen.

## Schutzzweck
Laut Naturschutzgebiets-Ausweisung wurde das Gebiet zum Naturschutzgebiet ausgewiesen zur Erhaltung, Entwicklung und Wiederherstellung eines Bachtals mit einer speziell angepassten Flora und Fauna. Als bemerkenswert werden große Vorkommen des in Nordrhein-Westfalen auf das Süderbergland beschränkten Eisenhutblättrigen Hahnenfußes (Ranunculus aconitifolius) angegeben. Wie bei allen Naturschutzgebieten in Deutschland wurde in der Schutzausweisung darauf hingewiesen, dass das Gebiet „wegen der Seltenheit, besonderen Eigenart und Schönheit des Gebietes“ zum Naturschutzgebiet wurde.